# Flums-Grossberg
Flums-Grossberg ist eine von drei Ortsgemeinden der politischen Gemeinde Flums im Wahlkreis Sarganserland im Schweizer Kanton St. Gallen. Sie liegt am Berghang oberhalb von Flums nordwestlich des Schilstals.
Die Ortsgemeinde Flums-Grossberg hat 794 stimmberechtigte Ortsbürger.

## Ortschaften

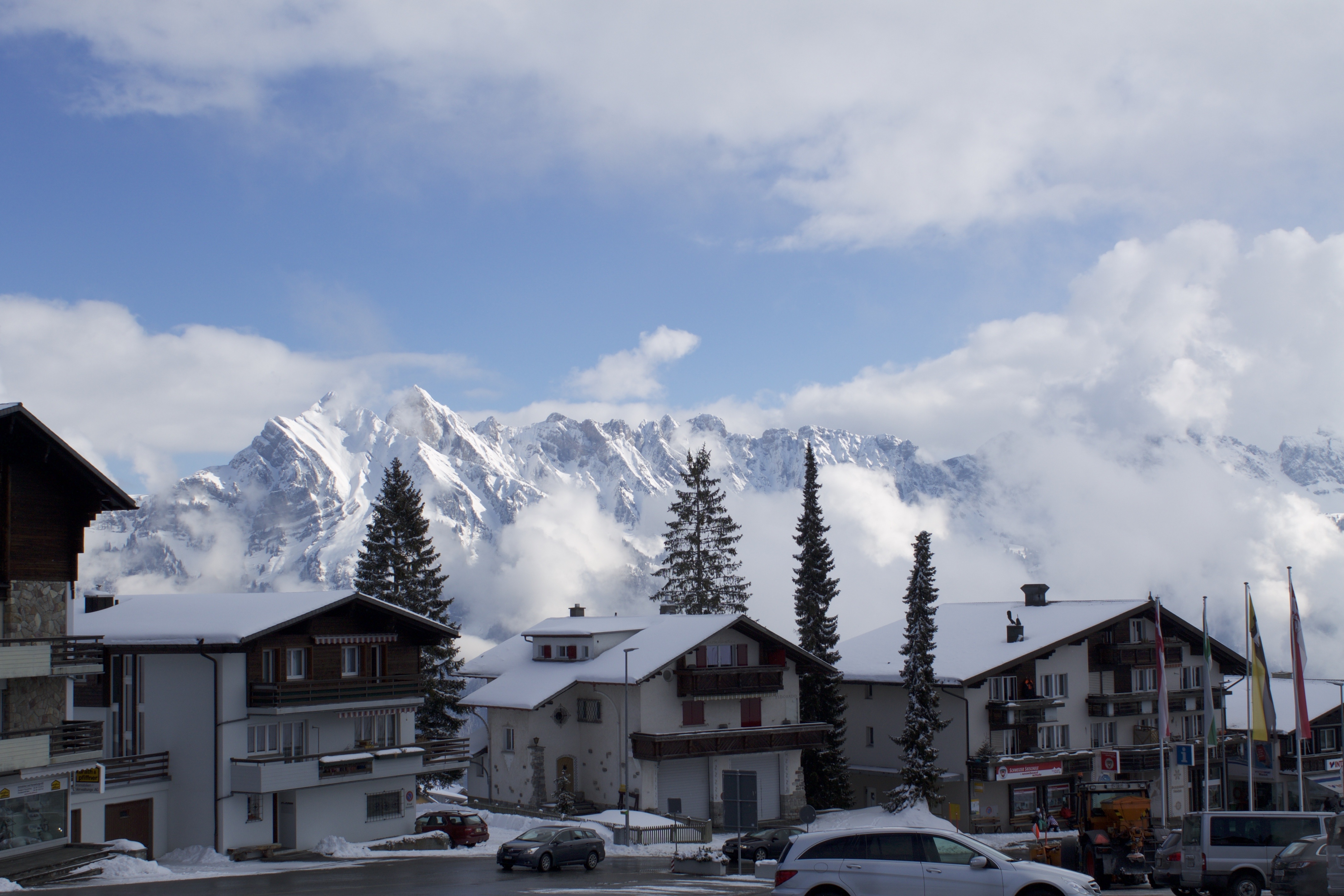
Tannenboden, dahinter Sichelchamm

Die Ortsgemeinde Flums-Grossberg umfasst drei Ortschaften. Ein Teil der Ortschaft Flumserberg Tannenbodenalp gehört zur Gemeinde Quarten.
| PLZ  | Ortschaft                  | Höhe         | Einwohner (1. Juli 2022) |
| ---- | -------------------------- | ------------ | ------------------------ |
| 8896 | Flumserberg Bergheim       | 955 m ü. M.  | 523                      |
| 8897 | Flumserberg Tannenheim     | 1220 m ü. M. | 744                      |
| 8898 | Flumserberg Tannenbodenalp | 1343 m ü. M. | 658                      |

## Geschichte

Tannenbodenalp im Jahr 1948 in einer Luftaufnahme von Werner Friedli

Kurz nach der Gründung des Kantons gelangten im Februar 1806 arme Bürger der Gemeinde Flums mit einer Petition an den Regierungsrat des Kantons St. Gallen. Obwohl sie kein Vieh besassen, wollten sie Alpen und Allmenden benutzen. Zudem erwarteten sie für die Nichtnutzung der Alp- und Allmendweiden eine Entschädigung. 1819 wurde die Gemeinde Flums in die drei Korporationen Flums-Dorf, Flums-Grossberg und Flums-Kleinberg aufgeteilt. Diese Korporationen wurden im Jahr 1834 durch ein Gesetz zur neuen Verfassung des Kantons St. Gallen in den Stand von Ortsgemeinden erhoben.
Ungeteilt blieb der 40 Hektaren grosse Maltinawald oberhalb von Flums auf der Kleinberger Seite. Er bildet die Ökonomische Gemeinde Flums.

## Infrastruktur

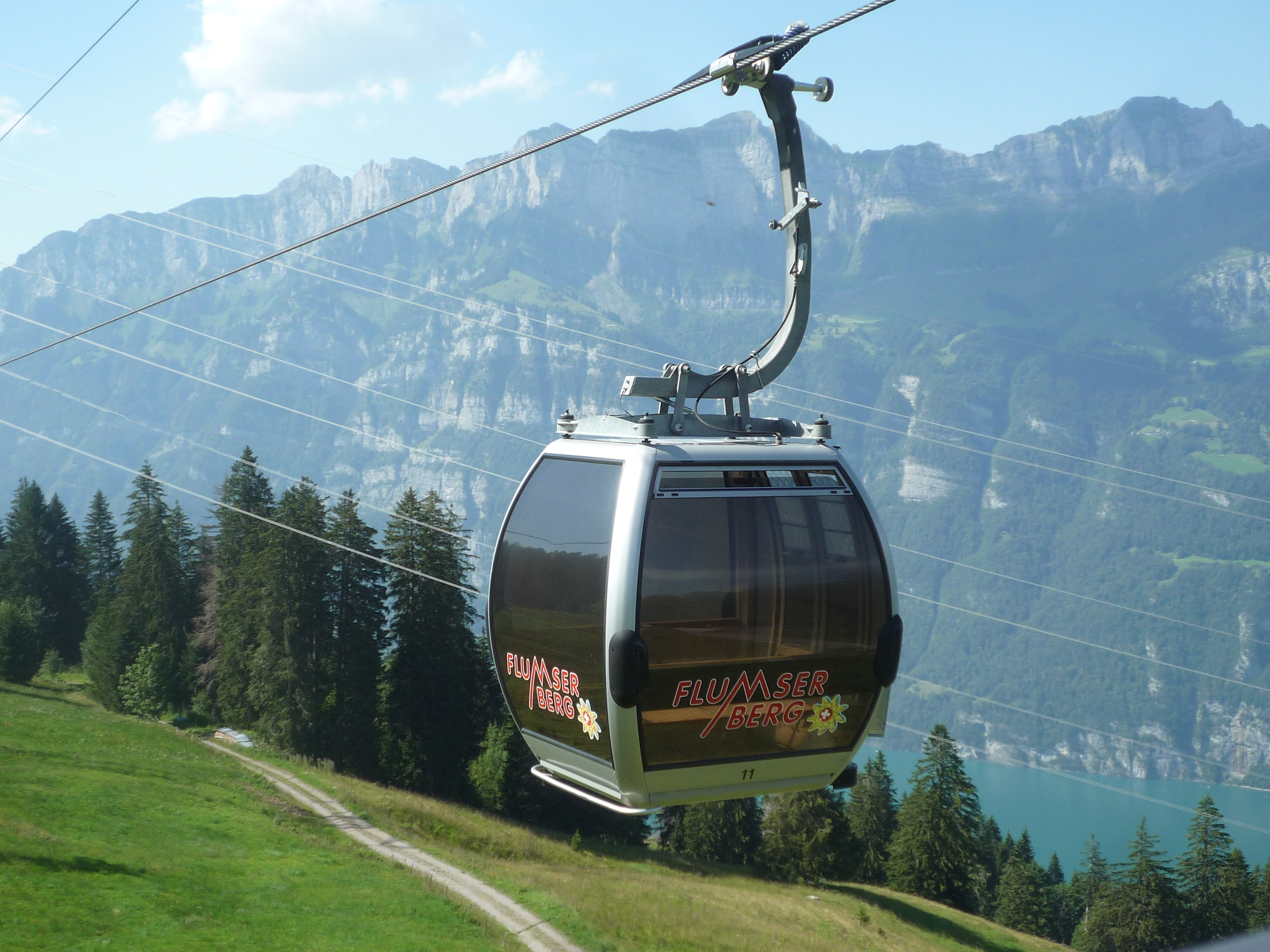
Luftseilbahn Unterterzen–Flumserberg

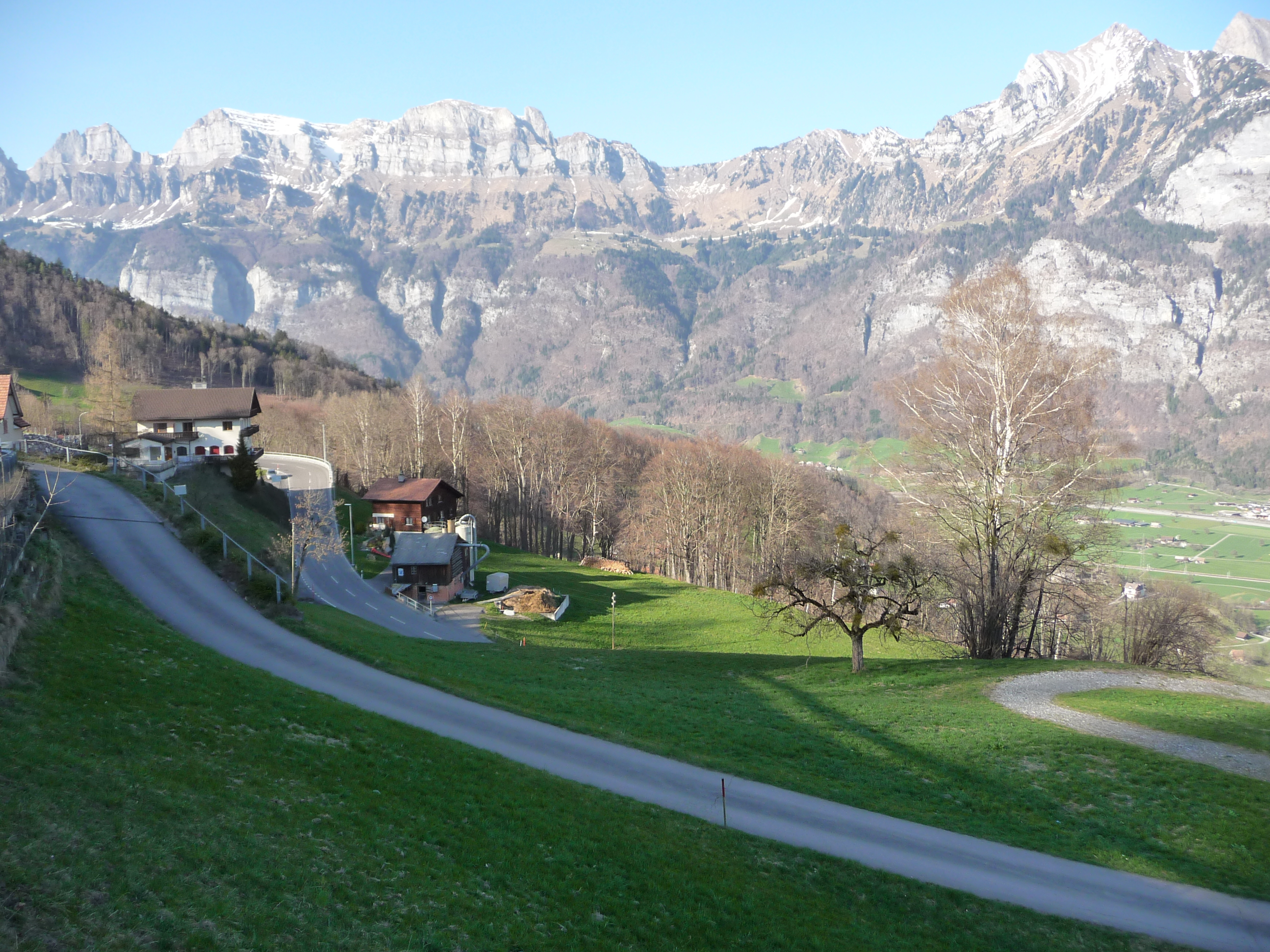
Flumserberg Bergheim

An der Primarschule Grossberg werden knapp 100 Kinder des Kindergartens und der Primarschule in den beiden Schulhäusern Hof und Gauenwald unterrichtet.
Eine Postautolinie führt von Sargans herkommend zum Bahnhof Flums und via Bergheim und Tannenheim nach Flumserberg Tannenboden. 1955 wurde die Tannenbodenalp durch die Pendelbahn Unterterzen-Flumserberg erschlossen, die 2005 durch eine Achter-Gondelbahn ersetzt wurde. Auf die Prodalp, den Prodcham und den Maschgencham führen Luftseilbahnen der Bergbahnen Flumserberg.
Flums-Grossberg hat eine unabhängige Wasserversorgung, die von der Ortsgemeinde betrieben wird. Die erste Löschwasserversorgung entstand auf Tannenboden mit der Errichtung des Reservoirs Molseralp etwa um das Jahr 1942.

## Wirtschaft

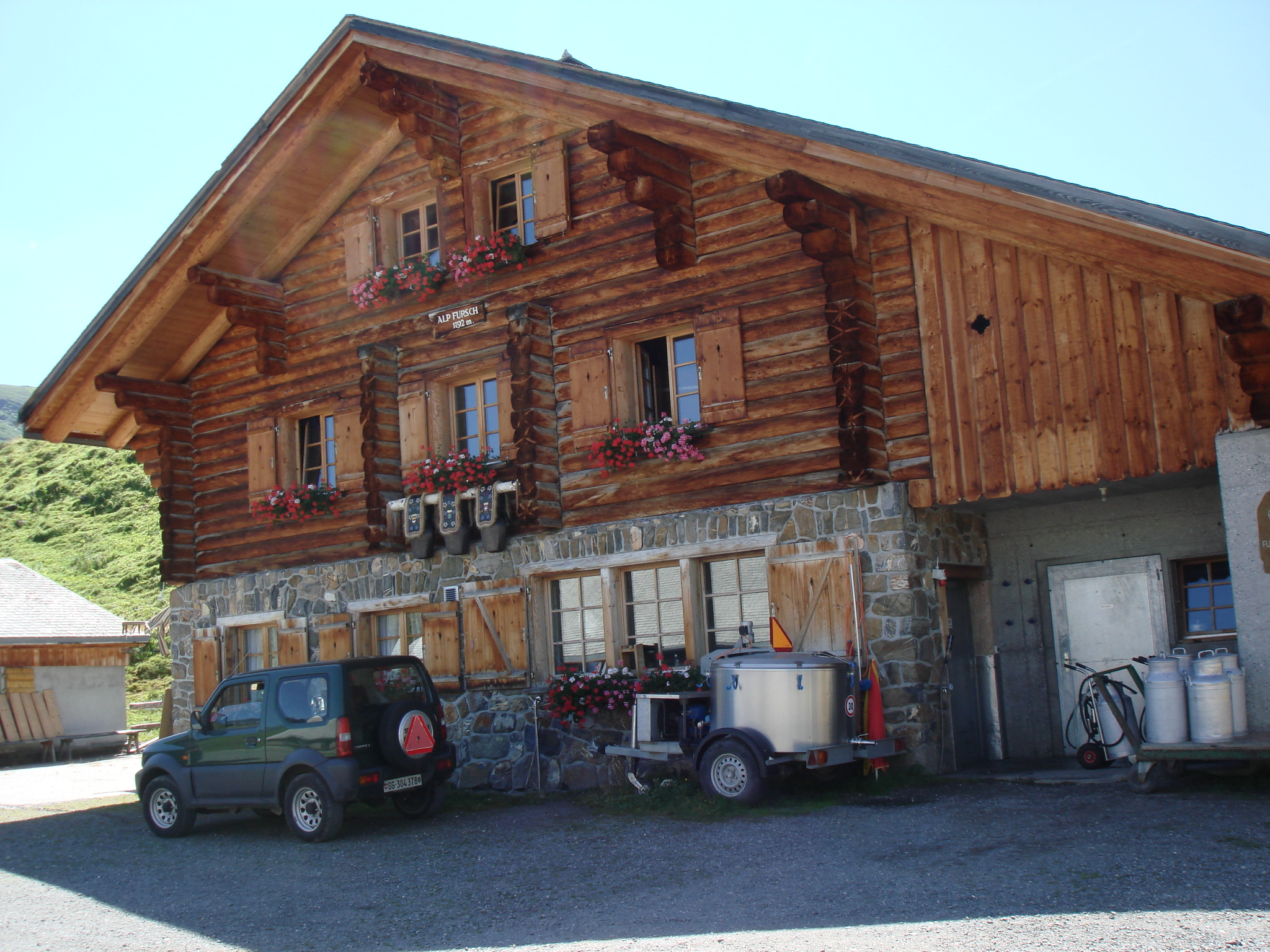
Alp Fursch

Von Bedeutung sind der Sommer- und insbesondere der Wintertourismus in den Flumserbergen.
Auf der Alp Tannenboden vermietet die Ortsgemeinde im Winter Ferienwohnungen.
Die Ortsgemeinde Flums-Grossberg ist im Besitz von 1407 Hektaren Alpweiden, 30 Hektaren Landwirtschaftsland und mehrerer Waldungen. Auf den Alpen Lauiboden , Wise  und Tannenboden  wird die Milch der gesömmerten Kühe fast ausschliesslich zu Alpkäse verarbeitet.
Die Alp Bödem  wird mit Milchkühen, Galtvieh und Mutterkühen mit ihren Kälbern bestossen. Die Milch wird der Alpkäserei Flumserberg geliefert.
Auf der Alp Lärchenbödeli  weiden circa 55 Mutterkühe mit ihren Kälbern.
Zuhinterst im Schilstal liegt die Alp Werdenböll , auf der Jungvieh, Galtkühe und Mutterkühe mit ihren Kälbern gesömmert werden.
Auf der Alp Schaffans  weiden rund 1100 Schafe.
Die produktive Waldfläche der Ortsgemeinde beträgt 677 Hektaren mit einem Anteil von rund 80 Prozent Fichte. Jährlich werden 2600 Festmeter Rundholz geschlagen. In einer eigenen kleinen Sägerei wird Rundholz aus dem eigenen Wald weiterverarbeitet, das grösstenteils für den Unterhalt der eigenen Liegenschaften verwendet wird.